# جف توماس (تنیس‌باز)
 جف توماس (انگلیسی: Geoff Thomas) یک تنیس‌باز اهل استرالیا بود. 